# Elezioni regionali in Basilicata del 2005
Le elezioni regionali italiane del 2005 in Basilicata si sono tenute il 17 e 18 aprile. Esse hanno visto la vittoria di Vito De Filippo, sostenuto da L'Unione, che ha sconfitto Cosimo Latronico, sostenuto dalla Casa delle Libertà.

## Affluenza
Il corpo elettorale per le elezioni del 17, 18 aprile 2005 risultava composto da 554.266 elettori. Alla chiusura dei seggi l'affluenza definitiva si è attestata al 67,16%, in calo rispetto al 2000 del 5,50%.
| Provincia  | Affluenza | Variazione |
| ---------- | --------- | ---------- |
| Basilicata | 67,16%    | 5,50%      |
| Matera     | 70,47%    | 4,22%      |
| Potenza    | 65,60%    | 6,09%      |

## Risultati
|                                                                 | Vito De Filippo (L'Unione) ✔️ Presidente                        | 236 479                                                         | 67,00 | Uniti nell'Ulivo    | 133 104 | 38,65 | 10 |  |  |
| Popolari UDEUR                                                  | Vito De Filippo (L'Unione) ✔️ Presidente                        | 236 479                                                         | 67,00 | 38 042              | 11,05   | 3     |    |  |  |
| Federazione dei Verdi                                           | Vito De Filippo (L'Unione) ✔️ Presidente                        | 236 479                                                         | 67,00 | 19 592              | 5,69    | 1     |    |  |  |
| Partito della Rifondazione Comunista                            | Vito De Filippo (L'Unione) ✔️ Presidente                        | 236 479                                                         | 67,00 | 15 992              | 4,64    | 1     |    |  |  |
| Partito dei Comunisti Italiani                                  | Vito De Filippo (L'Unione) ✔️ Presidente                        | 236 479                                                         | 67,00 | 14 332              | 4,16    | 1     |    |  |  |
| Italia dei Valori                                               | Vito De Filippo (L'Unione) ✔️ Presidente                        | 236 479                                                         | 67,00 | 9 511               | 2,76    | 1     |    |  |  |
| Patto dei Liberaldemocratici                                    | Vito De Filippo (L'Unione) ✔️ Presidente                        | 236 479                                                         | 67,00 | 6 006               | 1,74    | –     |    |  |  |
| Seggi assegnati alla lista regionale                            | Seggi assegnati alla lista regionale                            | Seggi assegnati alla lista regionale                            | 67,00 | 3                   |         |       |    |  |  |
|                                                                 | Cosimo Latronico (Per la Basilicata)                            | 101 725                                                         | 28,82 | Forza Italia        | 43 658  | 12,68 | 4  |  |  |
| Unione dei Democratici Cristiani e di Centro                    | Cosimo Latronico (Per la Basilicata)                            | 101 725                                                         | 28,82 | 27 100              | 7,87    | 3     |    |  |  |
| Alleanza Nazionale                                              | Cosimo Latronico (Per la Basilicata)                            | 101 725                                                         | 28,82 | 22 553              | 6,55    | 2     |    |  |  |
| Federazione di Centro (PRI - DCU - DC - PLI - Altri)            | Cosimo Latronico (Per la Basilicata)                            | 101 725                                                         | 28,82 | 3 124               | 0,91    | –     |    |  |  |
| Seggio assegnato al candidato presidente classificatosi secondo | Seggio assegnato al candidato presidente classificatosi secondo | Seggio assegnato al candidato presidente classificatosi secondo | 28,82 | 1                   |         |       |    |  |  |
|                                                                 | Margherita Torrio                                               | 8 780                                                           | 2,49  | Nuovo PSI           | 7 979   | 2,32  | –  |  |  |
|                                                                 | Roberto Fiore                                                   | 3 547                                                           | 1,00  | Alternativa Sociale | 2 335   | 0,68  | –  |  |  |
|                                                                 | Angela Mancusi                                                  | 2 436                                                           | 0,69  | Unità Popolare      | 1 014   | 0,29  | –  |  |  |
| Totale                                                          | Totale                                                          | 352 967                                                         | 100   |                     | 344 342 | 100   | 30 |  |  |
|                                                                 |                                                                 |                                                                 |       |                     |         |       |    |  |  |
| Schede bianche                                                  | Schede bianche                                                  | 5 255                                                           | 1,41  |                     |         |       |    |  |  |
| Schede nulle                                                    | Schede nulle                                                    | 19 289                                                          | 5,18  |                     |         |       |    |  |  |
| Votanti                                                         | Votanti                                                         | 372 256                                                         | 67,16 |                     |         |       |    |  |  |
| Elettori                                                        | Elettori                                                        | 554 266                                                         |       |                     |         |       |    |  |  |
|                                                                 |                                                                 |                                                                 |       |                     |         |       |    |  |  |
| Fonte: Ministero dell'interno                                   |                                                                 |                                                                 |       |                     |         |       |    |  |  |

## Candidati eletti
| Collegio           | Lista                  | Eletto                      | Preferenze |
| ------------------ | ---------------------- | --------------------------- | ---------- |
| Collegio regionale | L'Unione               | Vito De Filippo             |            |
| Collegio regionale | L'Unione               | Rocco Vita                  |            |
| Collegio regionale | L'Unione               | Gaetano Fierro              |            |
| Collegio regionale | Per la Basilicata      | Cosimo Latronico            |            |
| Matera             | Uniti nell'Ulivo       | Filippo Bubbico             | 11.422     |
| Matera             | Uniti nell'Ulivo       | Carlo Chiurazzi             | 10.040     |
| Matera             | Uniti nell'Ulivo       | Maria Antezza               | 8.977      |
| Matera             | Uniti nell'Ulivo       | Vincenzo Santochirico       | 4.941      |
| Matera             | UDEUR Popolari         | Rosa Mastrosimone           | 4.796      |
| Matera             | Forza Italia           | Antonio Di Sanza            | 4.207      |
| Matera             | Unione di Centro       | Vincenzo Ruggiero           | 3.257      |
| Matera             | Alleanza Nazionale     | Pasquale Antonio Di Lorenzo | 3.059      |
| Potenza            | Uniti nell'Ulivo       | Roberto Falotico            | 9.891      |
| Potenza            | Uniti nell'Ulivo       | Vincenzo Folino             | 9.671      |
| Potenza            | Uniti nell'Ulivo       | Erminio Restaino            | 9.618      |
| Potenza            | Uniti nell'Ulivo       | Donato Paolo Salvatore      | 7.141      |
| Potenza            | Uniti nell'Ulivo       | Gennaro Straziuso           | 5.936      |
| Potenza            | Uniti nell'Ulivo       | Marcello Pittella           | 5.855      |
| Potenza            | UDEUR Popolari         | Luigi Carmine Scaglione     | 3.784      |
| Potenza            | UDEUR Popolari         | Prospero De Franchi         | 3.113      |
| Potenza            | Federazione dei Verdi  | Francesco Mollica           | 3.929      |
| Potenza            | Comunisti Italiani     | Giacomo Nardiello           | 2.828      |
| Potenza            | Rifondazione Comunista | Emilia Simonetti            | 1.334      |
| Potenza            | Italia dei Valori      | Antonio Autilio             | 1.301      |
| Potenza            | Forza Italia           | Franco Mattia               | 4.737      |
| Potenza            | Forza Italia           | Nicola Giovanni Pagliuca    | 4.123      |
| Potenza            | Forza Italia           | Sergio Lapenna              | 3.557      |
| Potenza            | Alleanza Nazionale     | Egidio Di Gilio             | 2.540      |
| Potenza            | Unione di Centro       | Agatino Lino Mancusi        | 2.406      |
| Potenza            | Unione di Centro       | Antonio Flovilla            | 1.723      |